# Милан Ристовски
Милан Ристовски (на македонска литературна норма: Милан Ристовски) е футболист от Северна Македония, който играе като нападател за Спартак Търнава. Неговият по-голям брат Стефан Ристовски също е футболист и национал.

## Кариера
Ристовски започва кариерата си в родния си клуб Работнички, където прави дебюта си на възраст 16 години на 22 ноември 2014 г. През февруари 2017 г. той е даден под наем на Риека в Хърватия до юни 2017 г., където се присъединява към по-големия си брат Стефан. През юли 2017 г. отново е даден под наем на Риека с опция за закупуване, този път за целия сезон. Дебютира за Риека на 10 декември 2017 г., когато влиза като смяна в мач от Първа хърватска футболна лига срещу ФК Славен Белупо.

## Успехи
Риека
- Купа на Хърватия: 2019[5]